# Индска цивилизация
Индската цивилизация, наричана по главния си център Харапа още Харапска цивилизация е една от общо трите най-древни цивилизации в историята на човечеството (с Древен Египет и Шумер). От трите тя заема най-обширна площ – около 1500 км от север на юг, т.е. огромна площ не само за времето си, но и според съвременните понятия. Развива се в долината на река Инд, откъдето носи и името си, през 23 – 19 век пр.н.е. Общоприето, но недоказано е предположението, че загива следствие от природен катаклизъм, най-вероятно земетресение, последвано от северно нашествие от района на Бактрийско-маргиански археологически комплекс на ариите към Индийския субконтинент.
Най-значими градски центрове на Индската цивилизация са Харапа, Мергара (в Белуджистан, културен център още от времето на неолита на т.нар. Мергарска култура), Лотхал и Мохенджо-Даро. Населението в годините на разцвет на цивилизацията по Инд достига 5 милиона души, едно значимо постижение четири хилядолетия преди наши дни. За Тойнби Индската цивилизация е една от общо 21 в историята на човечеството.
Съществуват данни, че големите градове на цивилизацията по Инд, като Мохенджо-Даро, са поддържали връзки с другите два центъра на градивната човешка деятелност по онова време – Месопотамия, а вероятно и Египет. Големите центрове по Инд били изграждани по сходни градоустройствени планове, като крепости със зъбчати стени, а в укреплението били разположени обществени и жилищни постройки. Сградите били строени на два и повече етажа от печени кирпичени тухли с високо качество.
Градовете на Индската цивилизация притежавали градоустройствен план с квартали и улици, а в домовете на жителите им имало бани с водосточни тръби, съединени с градската канализация, която минавала под улиците и била покрита със специални кирпични плочи, едно изключително постижение на благоустройството за онези времена. В Мохенджо-Даро бил открит и един от най-древните басейни за къпане с размери 11 на 7 метра. Градовете разполагали и със зърнохранилища за съхранение на пшеница и ечемик.
Индската цивилизация имала своя писменост, съставена от около 270 пиктографни знаци, която все още не е разчетена. По въпроса за етническия състав на носителите на най-древната култура по Инд сред учените няма единно мнение, като има три хипотези – дравидска, семитска и арийска.